# Amazonetka
Amazonetka (Amazonetta brasiliensis) – gatunek średniej wielkości ptaka z rodziny kaczkowatych (Anatidae), zamieszkujący Amerykę Południową. Nie jest zagrożony wyginięciem.

## Systematyka
Jedyny przedstawiciel rodzaju Amazonetta. Niegdyś uważano ją za piżmówkę, ale późniejsze badania wskazują na przynależność do kladu południowoamerykańskich kaczek Anatinae, który zawiera również kaczkę czubatą i kaczkę białogardłą, oraz prawdopodobnie torpedówki (Johnson & Sorenson, 1999). Wyróżnia się dwa podgatunki A. brasiliensis – nominatywny oraz A. brasiliensis ipecutiri.

### Etymologia
- Amazonetta: rzeka Amazonka; gr. νηττα nētta – kaczka[7].
- brasiliensis: nowołac. Brasilianus lub Brasiliensis – brazylijski, z Brazylii. „Brasil” to nazwa nadana barwnikowi przez długi czas przywożonemu ze Wschodu. Ekspedycja Pedro Cabrala w roku 1500 odkryła dziwne, nowe drzewo o podobnym odcieniu i nadała mu tę samą nazwę, „brasil” lub „brazil”, która z czasem ugruntowała się jako nazwa tego kraju[8].
- ipecutiri: tupi. Ipecútiri – kaczka z małymi, czarnymi plamami, dla jakiegoś gatunku kaczki (por. guar. Ihpé khú tiri)[9].

## Zasięg występowania
Amazonetka występuje w zależności od podgatunku:
- A. brasiliensis brasiliensis – wschodnia Kolumbia do wschodniej Brazylii.
- A. brasiliensis ipecutiri – wschodnia Boliwia do południowej Brazylii, północna Argentyna i Urugwaj.

## Morfologia

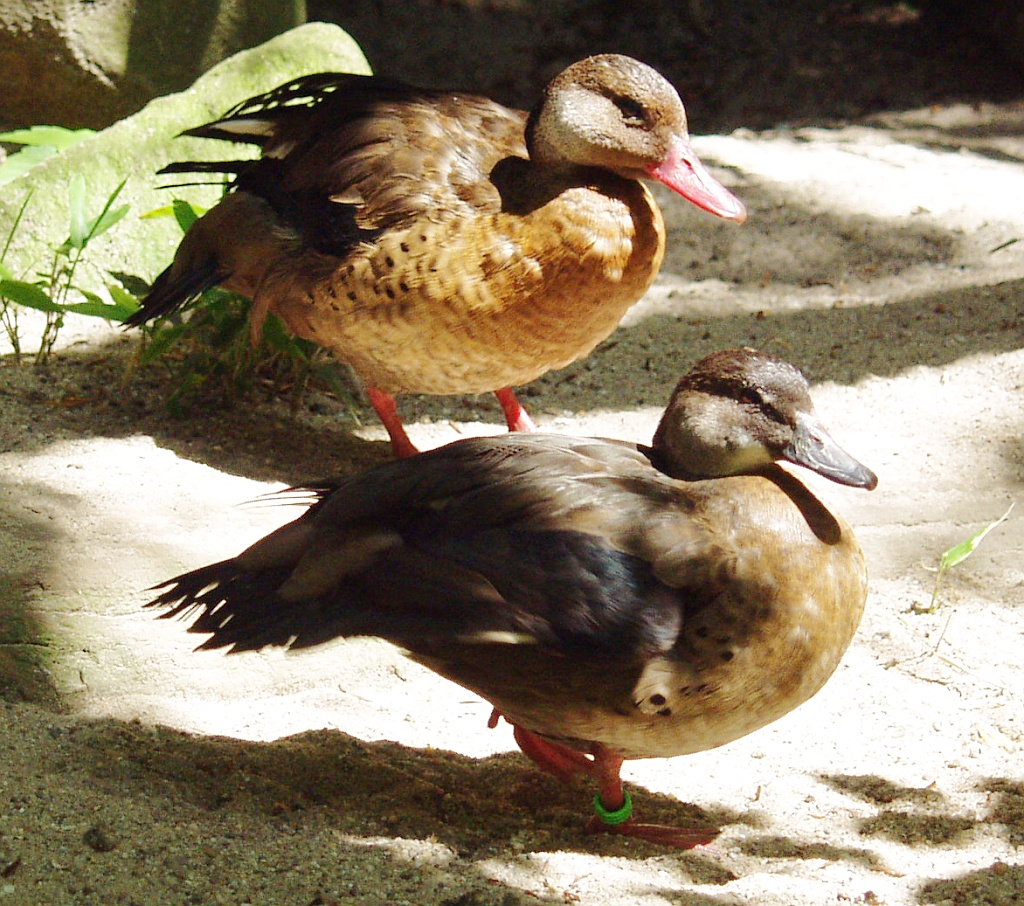
Para amazonetek w niemieckim zoo (na dole samica)

Amazonetki mają jasnobrązowe upierzenie. Kaczory odróżniają się od kaczek posiadaniem czerwonego dzioba i nóg. Wyróżniają się też obecnością charakterystycznego jasnoszarego pola po bokach głowy i szyi. U samic te elementy są bardziej matowe.
Długość ciała 35–40 cm; masa ciała: 350–556 g (podgatunek nominatywny), 565–623 g (A. b. ipecutiri).

## Zachowanie

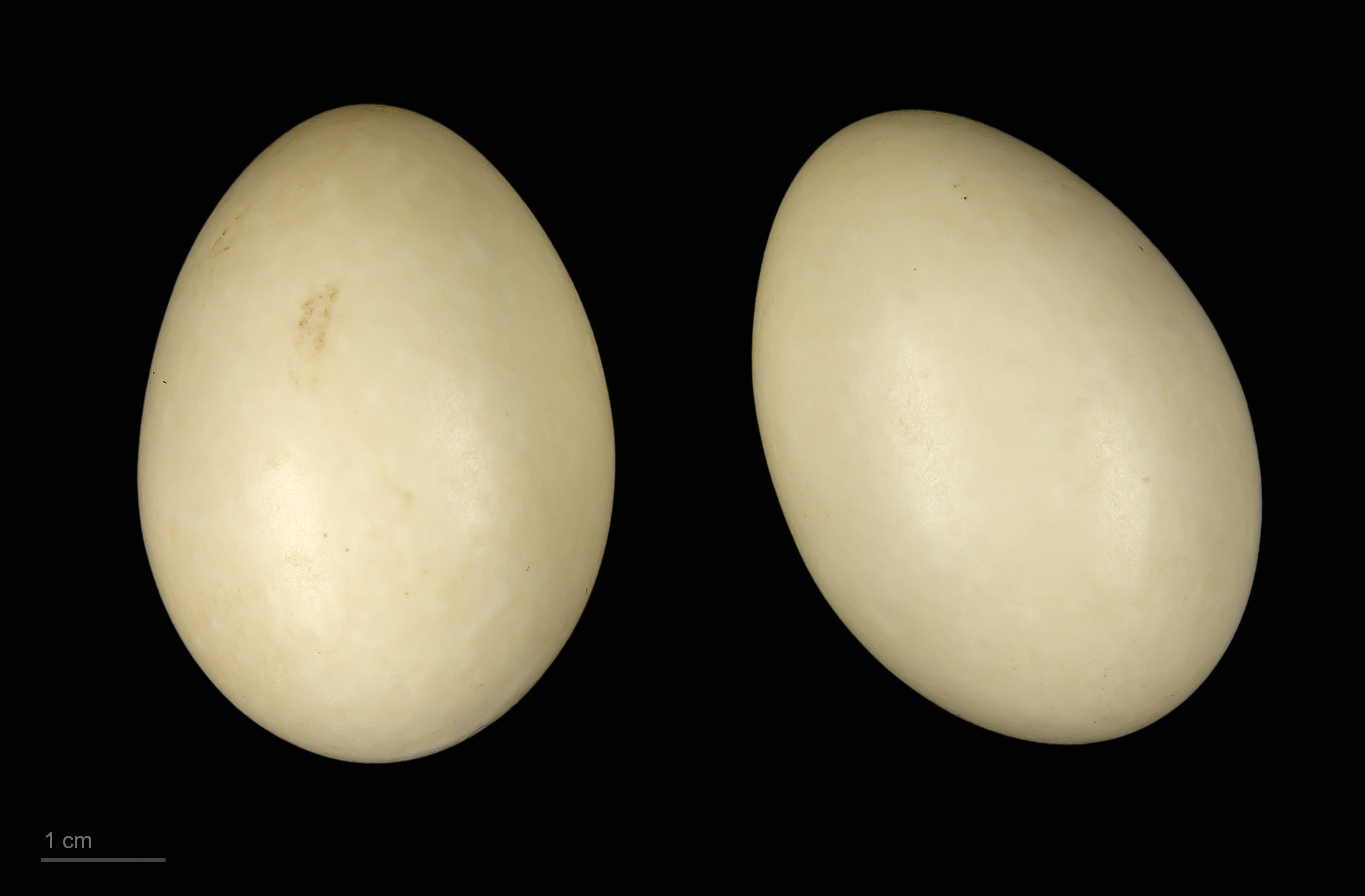
Jaja z kolekcji muzealnej

Kaczki brazylijskie, jak je się czasem nazywa, żyją w parach lub w małych grupach liczących do 20 osobników. Oboje rodziców opiekuje się nowo wyklutymi pisklętami. 
Amazonetki żywią się nasionami, owocami, korzonkami i owadami, choć pisklęta jedzą jedynie owady. Amazonetka najczęściej gnieździ się i żyje nad brzegami słodkowodnych akwenów, z dala od wybrzeży morskich, porośniętymi gęsto roślinnością wodną.

## Status
IUCN uznaje amazonetkę za gatunek najmniejszej troski (LC, Least Concern) nieprzerwanie od 1988 roku. Trend liczebności populacji uznawany jest za spadkowy ze względu na utratę siedlisk.